# Altwigshagen
Altwigshagen ist eine Gemeinde im Landkreis Vorpommern-Greifswald im Osten Mecklenburg-Vorpommerns und gehört zum Amt Torgelow-Ferdinandshof.

## Geografie und Verkehr
Die Gemeinde liegt am Nordrand der Friedländer Großen Wiese in flachwelligem Gelände. Umgeben wird Altwigshagen von den Nachbargemeinden Ducherow im Nordwesten und Norden, Lübs im Osten, Ferdinandshof im Süden sowie Galenbeck im Südwesten.
Vielen Autoreisenden in und aus Richtung Usedom ist das an der B 109 (Berlin–Greifswald) liegende Café 70 ein Begriff, war es doch schon lange vor der politischen Wende eines der wenigen Rasthäuser auf dieser vielbefahrenen Strecke. An Altwigshagen führt die Hauptbahn Berlin–Stralsund vorbei, der nächste Bahnhof befindet sich in Ferdinandshof.

## Ortsteile
Zur Gemeinde zählen die Ortsteile:
| - Altwigshagen - Borckenfriede - Charlottenhorst | - Demnitz - Finkenbrück - Wietstock |

## Geschichte

### Altwigshagen
Vor über 700 Jahren wurde Altwigshagen als Rittergutssiedlung gegründet und ist damit die älteste Gemeinde im Amt Torgelow-Ferdinandshof. Der Ort war ein alter Lehensbesitz derer von Schwerin. Um die Mitte des 15. Jahrhunderts kam die Familie von Lindstedt in den Pfandbesitz eines beträchtlichen Teils von Altwigshagen. Bis zum Aussterben der von Lindstedts 1639 wurden beide Adelsgeschlechter gemeinsam mit dem Gut belehnt. Die von Schwerin konnten dann mittels Vergleichen den Besitz wieder vereinigen. Die Altwigshagenschen Güter gelangten aber bald darauf in den Besitz der Familie von Borcke, die vorwiegend in Hinterpommern ansässig war. In der Kirche Altwigshagen sind noch zwei Epitaphien der Familie von 1689 und 1747 vorhanden.
Letzteres gehört zu Georg Heinrich von Borcke (1686–1747), einem preußischen Generalleutnant. 1905 veröffentlicht das Pommersches Güteradressbuch die amtlichen Daten zum Borckschen Besitztum, 1176 ha.  Die Besitzerfolge geht dann später über Hugo von Borcke (1833–1908) weiter auf seinen Sohn Bernhard. Altwigshagen bestand da aber nur noch als Restgut, war zuvor ein Familienfideikommiss.
Der Flugpionier Otto Lilienthal führte 1868 mit seinem Bruder Gustav in Altwigshagen Flügelschlagexperimente durch. Die von Altwigshagen nach Demnitz führende Ausfallstraße ist nach ihm benannt.
1937 wurde eine Großgemeinde gebildet, die nach der zentral gelegenen Siedlung Borckenfriede benannt wurde und zu der neben Altwigshagen, Wietstock und Demnitz auch noch Neuendorf A (heute zu Ducherow) und Lübs sowie der heute zu Lübs zählende Ort Heinrichshof gehörten. Diese Großgemeinde wurde am 1. August 1946 wieder aufgelöst und die vor 1937 eigenständigen Gemeinden Borckenfriede, Demnitz und Wietstock wurden nun der Gemeinde Altwigshagen zugeschlagen.
Das Dorf hat seinen ruhigen Charakter bewahren können. Erwähnenswert sind die denkmalgeschützten Gebäude im Ortskern sowie der Badesee am Schlosspark.

### Borckenfriede
Borckenfriede war ursächlich ein Nebengut von Altwigshagen, wurde dann aber nach 1905 als Hauptwohnsitz durch die Adelsfamilie von Borcke auf Altwigshagen genutzt und war zuletzt 1939 selbst ein ausgewiesenes Rittergut des Rudolf-Erich von Borcke. Dazu gehörte noch Heinrichshof und Lübs. Die Gesamtgröße dazu wird amtlich mit 1379 ha angegeben, davon 512 ha Wald. Borcke war preußischer Regierungsreferendar und wie viele Verwandte im Johanniterorden, Mitglied seit 1909, als Rechtsritter seit 1926.

### Charlottenhorst
Charlottenhorst wurde erstmals 1812 urkundlich genannt. Es wurde als Vorwerk zum Gut Putzar der Familie von Schwerin angelegt.
Charlottenhorst liegt am Großen Landgraben und am Lübkowsee, beide bilden hier die Grenze zwischen Mecklenburg und Pommern.
Laut MTB 1880 (Messtischblatt) bestand zu der Zeit der Ort nur aus dem Vorwerkshof. Dieser ist heute nicht mehr vorhanden, der Ort wurde zum Wohnplatz.

### Demnitz
Demnitz findet anfangs und Mitte des 19. Jahrhunderts sogar mehrfach Erwähnung im preußischen Adels-Lexikon und wird dort als Gutsort bestimmt.

### Finkenbrück
Der Gemeindeteil Finkenbrück wurde als preußisch-vorpommersche Zollstation, später als Poststation eingerichtet.

### Wietstock
Urkundlich wurde der Ort als „Wizoch“ erstmals 1236 genannt. Wietstock ist eine slawische Gründung, wie der Name („Wizoch“ = das hohe Dorf) belegt.
→ Siehe: Ortsartikel Wietstock

## Politik

### Gemeindevertretung
Die Altwigshagener Gemeindevertretung hat 6 Mitglieder.
| Partei/Wahlgruppe | Prozent | Sitze |
| ----------------- | ------- | ----- |
| WG Altwigshagen   | 63,11   | 4     |
| WG Wietstock      | 27,70   | 2     |

(Stand: Kommunalwahl 2014)

### Dienstsiegel
Die Gemeinde verfügt über kein amtlich genehmigtes Hoheitszeichen, weder Wappen noch Flagge. Als Dienstsiegel wird das kleine Landessiegel mit dem Wappenbild des Landesteils Vorpommern geführt. Es zeigt einen aufgerichteten Greifen mit aufgeworfenem Schweif und der Umschrift „GEMEINDE ALTWIGSHAGEN * LANDKREIS VORPOMMERN-GREIFSWALD“.

## Sehenswürdigkeiten
- Die turmlose Kirche Altwigshagen ist ein verputztes Gebäude aus Feldstein, dass in der zweiten Hälfte des 17. Jahrhunderts umfassend umgebaut wurde. Der Westgiebel ist später mit Brettern verblendet worden.
- St.-Magdalena-Kirche in Wietstock wurde Ende des 16. Jahrhunderts auf einem rechteckigen Grundriss aus Feldstein errichtet. Prägend sind die vier Strebepfeiler an den Ecken. Der Fachwerk-Dachreiter stammt aus dem 18. Jahrhundert.
- 1997 wurde in der ehemaligen Schule die Heimat- und Spinnstube Altwigshagen eingerichtet. Hier wird das bäuerliche Leben der Vergangenheit beschrieben. Neben dem Thema traditionelle Schafhaltung gibt es Schauvorführungen im Spinnen. Es werden auch Kurzlehrgänge im Spinnen und Filzen angeboten.
- Gutshaus Altwigshagen sehr sanierungsbedürftig, Gemeindepark stark verwildert.
- Turmhügel Altwigshagen, Schlossberg, mit dem Gutshaus überbaut
- Gutshaus Wietstock wurde um 1920 erbaut.
- Turmhügel Wietstock

→ Siehe auch Liste der Baudenkmale in Altwigshagen

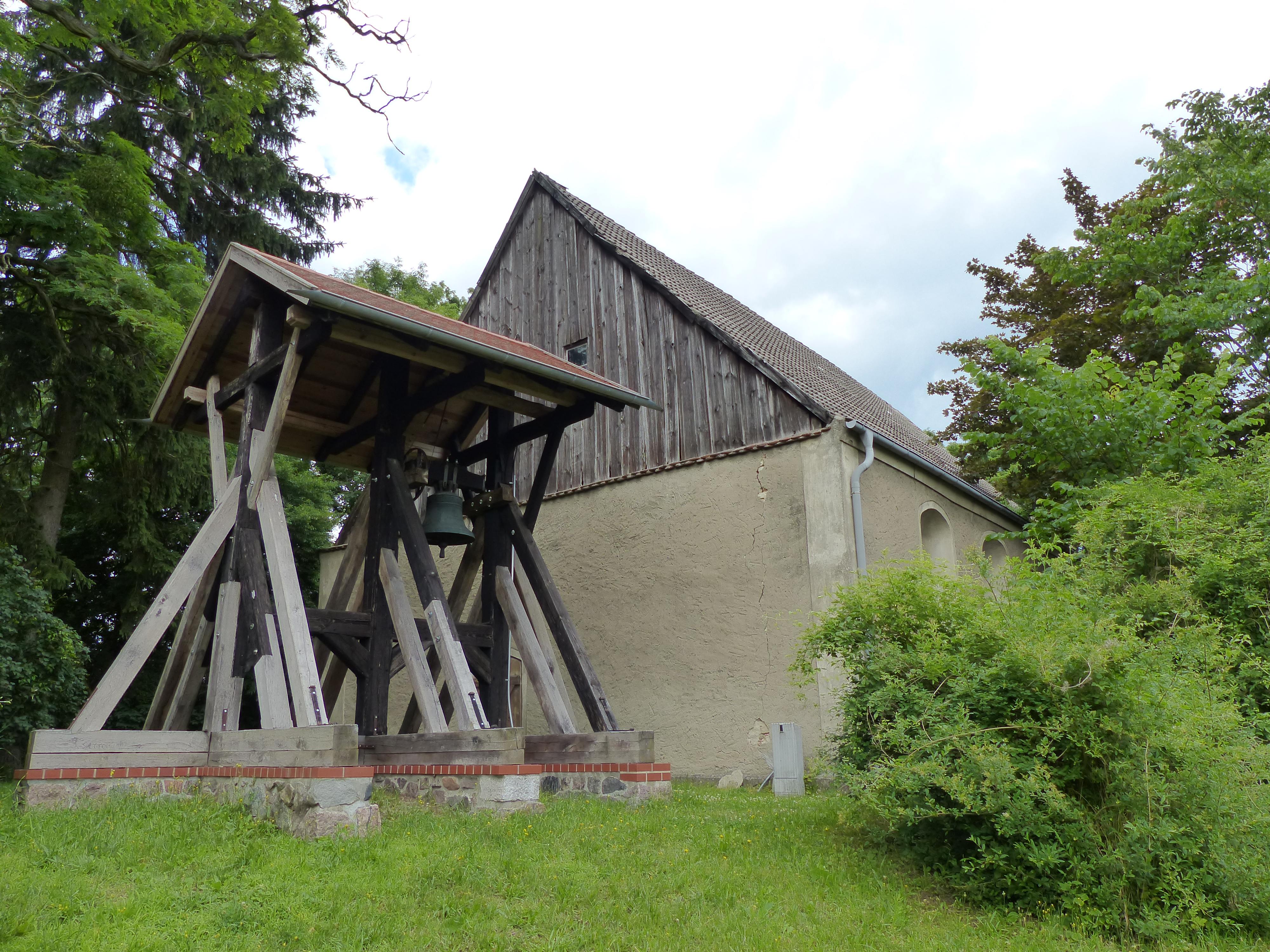
Kirche Altwigshagen
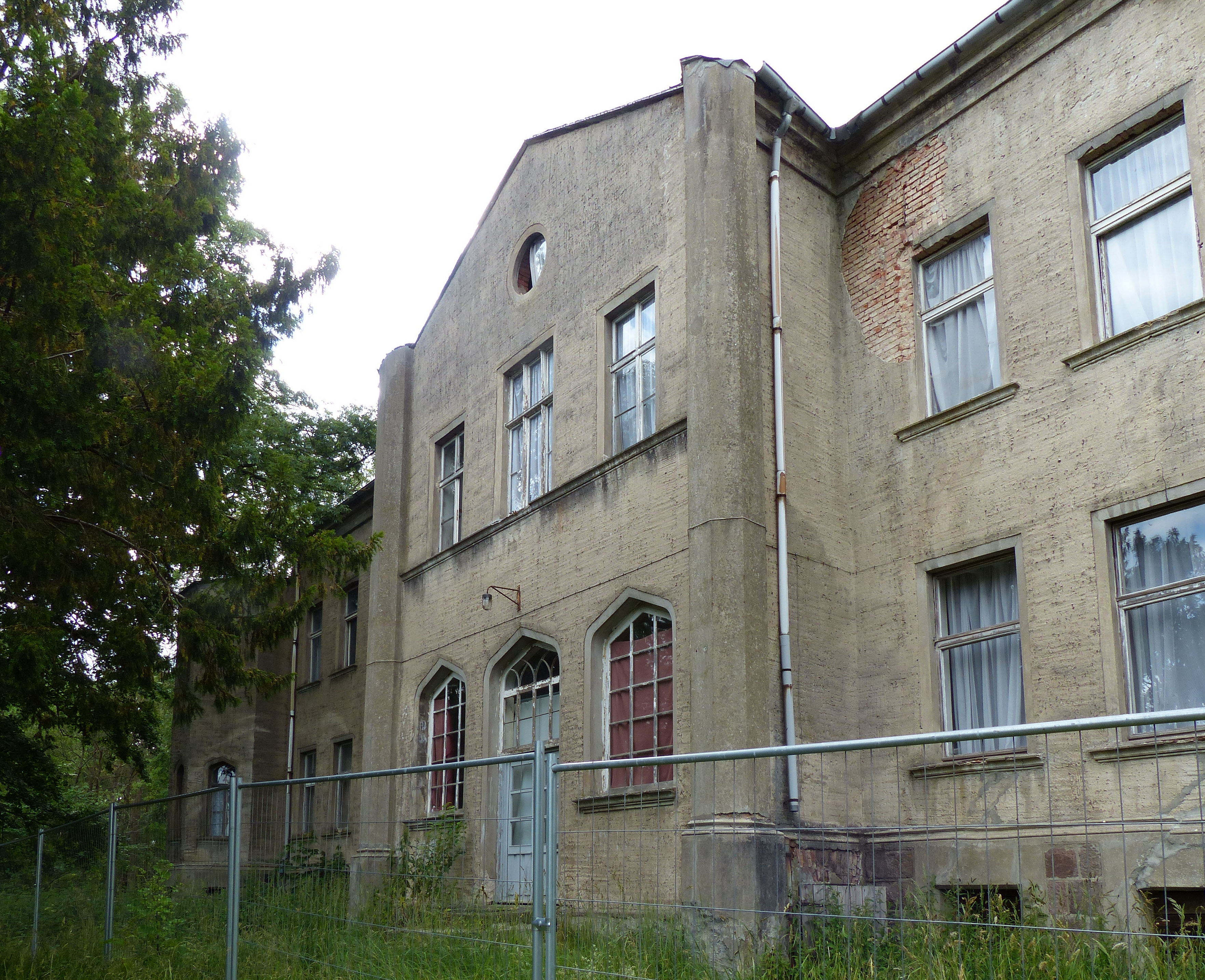
Gutshaus Altwigshagen
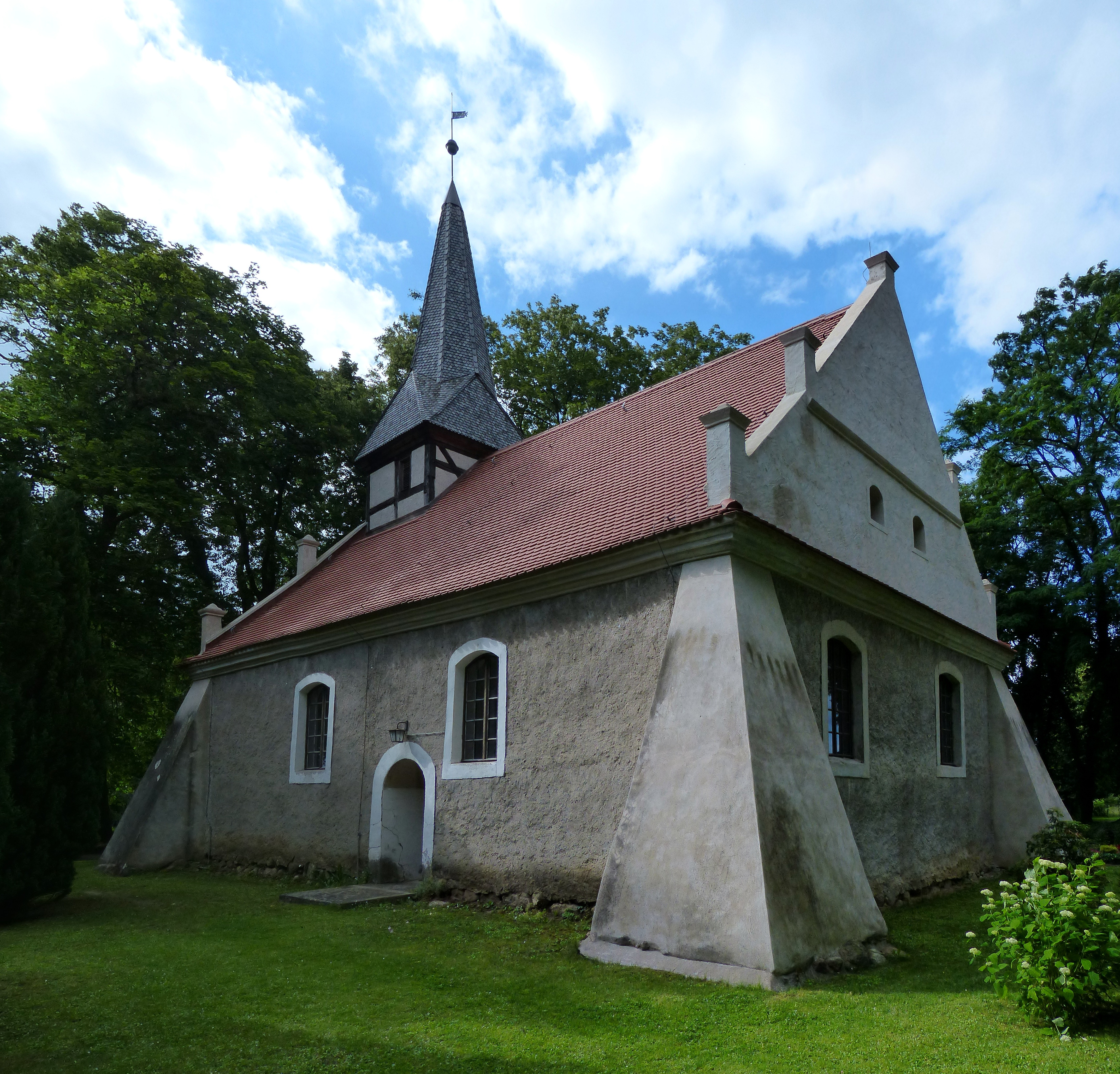
St.-Magdalena-Kirche (Wietstock)

## Persönlichkeiten
- Georg Heinrich von Borcke (1686–1747), preußischer Generalleutnant, zuletzt Kommandant von Breslau
- Friedrich von Borcke (1791–1862), preußischer Generalleutnant, zuletzt Kommandant von Berlin